# Sean Maher
Pour les articles homonymes, voir Maher.
Sean Maher (né le 16 avril 1975 à Pleasantville, État de New York) est un acteur américain connu pour son rôle du Docteur Simon Tam dans la série Firefly et également dans le film Serenity.

## Biographie

### Jeunesse
Sean Maher est né le 16 avril 1975 à Pleasantville, dans l'État de New York. Il est diplômé de la Tisch School of the Arts de l'université de New York en 1997. Il emménage alors à Los Angeles.

### Carrière

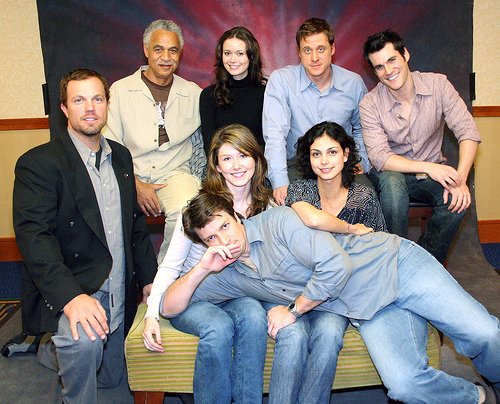
Avec l'équipe de Firefly en 2005.

En 1999, il obtient son premier rôle principal, celui de Ryan Caulfield dans la série du même nom sur la FOX. Il y interprète un policier débutant de 19 ans. Toutefois, la série ne rencontre pas le succès et est vite déprogrammée,. En 2000, il joue des personnages réguliers ou récurrents dans les séries The Street et La Vie à cinq.
Il est surtout connu pour son rôle du docteur Simon Tam dans la série Firefly (2002-2003), puis dans son adaptation au cinéma, Serenity (2005), de Joss Whedon,. Il retrouve le réalisateur en 2013 pour le film Beaucoup de bruit pour rien.
Il intègre le casting de The Playboy Club en 2011, série dans laquelle il joue un homosexuel marié à une Playboy Bunny elle aussi homosexuelle.

### Vie privée
Sean Maher et son partenaire depuis le début des années 2000, Paul, ont adopté deux enfants : Sophia Rose et Liam Xavier. Il révèle son homosexualité en septembre 2011, dans les colonnes du magazine Entertainment Weekly, profitant de son rôle d'homosexuel qui n'a pas fait son coming out dans la série The Playboy Club.

## Filmographie

### Cinéma

#### Longs métrages
- 2005 : Serenity de Joss Whedon : Dr Simon Tam
- 2005 : Living 'til the End d'Amanda Goodwin : Jack Whilton
- 2013 : Beaucoup de bruit pour rien (Much Ado About Nothing) de Joss Whedon : Don Juan
- 2013 : Best Friends Forever de Brea Grant : Sean
- 2014 : Le Fils de Batman (Son of Batman) d'Ethan Spaulding : Dick Grayson / Nightwing (voix)
- 2014 : BFFs d'Andrew Putschoegel : J.K.
- 2015 : Batman vs. Robin de Jay Oliva : Dick Grayson / Nightwing (voix)
- 2016 : Batman : Mauvais Sang (Batman: Bad Blood) de Jay Oliva : Dick Grayson / Nightwing (voix)
- 2016 : La Ligue des justiciers vs. les Teen Titans (Teen Titans: The Judas Contract) de Sam Liu : Dick Grayson / Nightwing (voix)
- 2016 : Mission 88 (ISRA 88) de Thomas Zellen : Dr. Abe Anderson
- 2016 : People You May Know de J.C. Falcon : Joe
- 2017 : Teen Titans: The Judas Contract de Sam Liu : Dick Grayson / Nightwing (voix)
- 2019 : Batman : Silence (Batman: Hush) de Justin Copeland : Dick Grayson / Nightwing (voix)
- 2019 : Teen Titans Go! Vs. Teen Titans de Marly Halpern-Graser et Jeremy Adams : Dick Grayson / Nightwing (voix)

#### Courts métrages
- 2016 : The Visit de Romina Schwedler : Ben
- 2017 : 2 Pilgrims: Story From Satellites d'Adam Shecter : Le sculpteur  (voix)

### Télévision

#### Séries télévisées
- 1999 : Ryan Caulfield (Ryan Caulfield : Year One) : Ryan Caulfield
- 2000 : La Vie à cinq (Party of Five) : Adam Matthews
- 2001 - 2002 : The Street : Chris McConnell
- 2002 - 2003 : Firefly : Dr Simon Tam
- 2003 : Les Experts : Miami (CSI: Miami) : Carson Mackie
- 2005 : Ghost Whisperer : Conor Donovan
- 2009 : Drop Dead Diva : Marcus Newsome
- 2010 : Mentalist (The Mentalist) : Wilson / Jasper
- 2010 : Human Target : La Cible (Human Target) : Aaron Cooper
- 2010 : Warehouse 13 : Sheldon
- 2011 : The Playboy Club : Sean Beasley
- 2011 - 2012 : Championnes à tout prix (Make It or Break It) : Marcus
- 2013 - 2015 : EastSiders : Paul
- 2014 : Arrow : Mark Scheffer / Shrapnel
- 2015 : Con Man : Lui-même
- 2015 : Looking : Jake
- 2018 : 9-1-1 : Paul
- 2019 : The Rookie : Le Flic de Los Angeles (The Rookie) : Caleb Jost

#### Téléfilms
- 2001 : La Ballade de Ryan (Brian's Song) de John Gray : Brian Piccolo
- 2005 : Le Plongeon (The Dive from Clausen's Pier) d'Harry Winer : Kilroy
- 2006 : Un mariage malgré tout ! (Wedding Wars) de Jim Fall : Ted Moore

### Jeu vidéo
- 2004 : Les Experts : Miami (CSI: Miami) : Carson Mackie (voix)